# Enid Markey

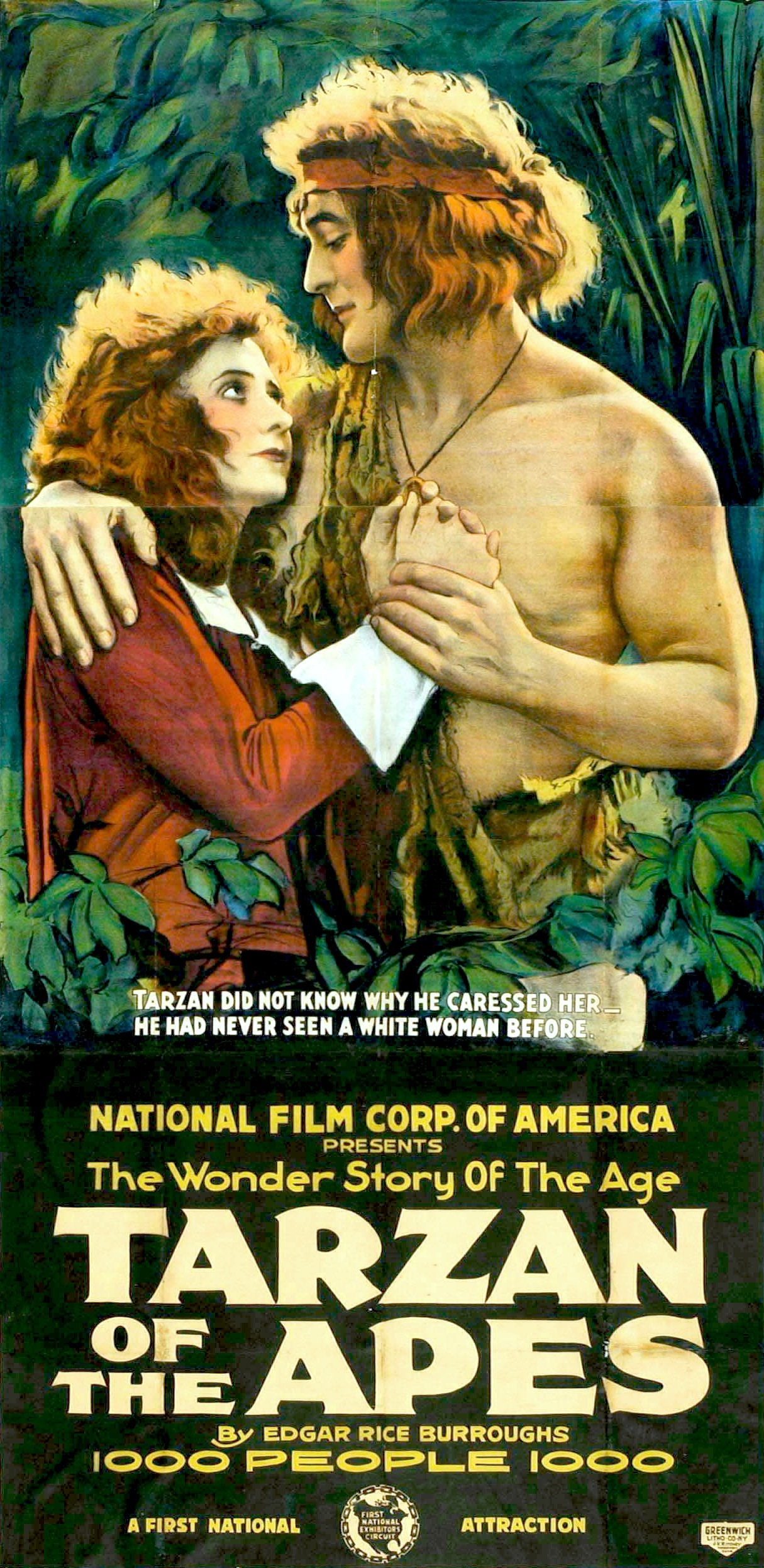
Avec Elmo Lincoln, sur l'affiche de Tarzan chez les singes (1918)

Enid (Virginia) Markey est une actrice américaine, née le 22 février 1894 à Dillon (Colorado), morte le 15 novembre 1981 à Bay Shore (Long Island, État de New York).

## Biographie
Au cinéma, Enid Markey joue principalement durant la période du muet, avec soixante-deux films américains (y compris de nombreux courts métrages) sortis de 1911 à 1920. Parmi eux, figurent des productions de la Triangle Film Corporation, dont le western The Devil's Double de (et avec) William S. Hart, et le film de guerre Civilisation de Reginald Barker, Thomas H. Ince et Raymond B. West (où elle partage la vedette avec Howard C. Hickman), tous deux sortis en 1916.
Elle forme avec Elmo Lincoln un duo d'acteurs qui personnifie pour la première fois à l'écran le couple Tarzan-Jane, avec deux films sortis en 1918, Tarzan chez les singes de Scott Sidney et Le Roman de Tarzan de Wilfred Lucas.
Très active au théâtre durant sa carrière, Enid Markey joue notamment à Broadway (New York) entre 1919 et 1967, principalement dans des pièces, dont Happy Birthday (en) d'Anita Loos, mise en scène par Joshua Logan, avec Helen Hayes, représentée 563 fois d'octobre 1946 à mars 1948. L'avant-dernière est La Ballade du café triste, adaptation par Edward Albee de la nouvelle éponyme de Carson McCullers, avec Colleen Dewhurst, jouée 123 fois d'octobre 1963 à février 1964.
Elle est à l'affiche en 1938 de l'opérette The Two Bouquets, mise en scène à Broadway par Marc Connelly, avec Alfred Drake et Patricia Morison.
Les planches l'accaparant, elle ne revient au cinéma qu'à l'occasion de quatre films parlants, le premier sorti en 1945 (Snafu, où elle reprend un rôle qu'elle venait de créer à Broadway). Le deuxième est La Cité sans voiles de Jules Dassin (1948, avec Barry Fitzgerald et Howard Duff). Le dernier est L'Étrangleur de Boston de Richard Fleischer (avec Tony Curtis et Henry Fonda), sorti en 1968, après lequel elle se retire.
À la télévision enfin, Enid Markey contribue à un téléfilm diffusé en 1951, puis à dix-huit séries de 1951 à 1966, dont Alfred Hitchcock présente (un épisode, 1956) et Les Accusés (un épisode, 1962). Un de ses rôles notables au petit écran reste toutefois celui de la tante Violet Flower, au long des trente-cinq épisodes de la sitcom Bringing Up Buddy (en), diffusée en 1960 et 1961.

## Filmographie

### Cinéma
- 1911 : The Fortunes of War de Thomas H. Ince (Court- métrage)
- 1912 : The Colonel's Ward de Thomas H. Ince (Court-métrage)
- 1912 : When Lee Surrenders de Thomas H. Ince (Court-métrage)
- 1913 : Days of '49 de Thomas H. Ince (Court-métrage)
- 1913 : Le Désastre (The Battle of Gettysburg) de Charles Giblyn et Thomas H. Ince
- 1913 : The Gambler's Pal de Scott Sidney (Court-métrage)
- 1913 : The Buried Past de Reginald Barker (Court-métrage)
- 1914 : The Power of the Angelus de Thomas H. Ince et William H. Clifford (Court- métrage) : Mercedes Gomez
- 1914 : The Silver Bell de Raymond B. West : Dolores
- 1914 : Love vs. Duty de Walter Edwards (Court-métrage) : Mary Kelly
- 1914 : In the Cow Country de Raymond B. West (Court-métrage) : Grace Marsden
- 1914 : Shorty Sacrifice de Scott Sidney (Court-métrage) : Ethel Somners
- 1914 : The City of Darkness de Reginald Barker (Court-métrage) : La sœur du gouverneur
- 1914 : Shorty Turns Judge de Francis Ford (Court-métrage)
- 1915 : The Cup of Life de Thomas H. Ince et Raymond B. West : Ruth Fiske
- 1915 : Aloha Oe de Richard Stanton et Charles Swickard
- 1915 : The Darkening Trail de William S. Hart
- 1915 : La Capture de Rio Jim (The Taking of Luke McVane) de William S. Hart
- 1915 : The Roughneck de William S. Hart et Clifford Smith
- 1915 : The Mating de Raymond B. West : Daisy Arnold
- 1915 : Les Loups (Between Men) de William S. Hart : Lina Hampdon
- 1915 : The Iron Strain de Reginald Barker : Octavia Van Ness
- 1915 : Châtiment (The Despoiler) de Reginald Barker
- 1916 : Civilisation (Civilization) de Reginald Barker, Thomas H. Ince et Raymond B. West : Katheryn Haldemann
- 1916 : The Conqueror de Reginald Barker : Viva Madison
- 1916 : The No-Good Guy de Walter Edwards : Lucia Andrada
- 1916 : The Phantom de Charles Giblyn : Avice Bereton
- 1916 : Le Dieu captif (The Captive God) : Lolomi
- 1916 : Shell 43 de Reginald Barker : Adrienne von Altman
- 1916 : Le Lieutenant Danny (Lieutenant Danny, U.S.A.) de Walter Edwards
- 1916 : Le sang des Grimsby (Jim Grimsby's Boy) de Reginald Barker : Bill Grimsby
- 1916 : The Devil's Double de William S. Hart : Naomi Tarlton
- 1916 : The Female of the Species de Raymond B. West : Marcia Dorn
- 1917 : Blood Will Tell de Charles Miller : Nora North
- 1917 : The Curse of Eve de Frank Beal : Eva Stanley
- 1917 : The Zeppelin's Last Raid d'Irvin Willat : La fille
- 1918 : Tarzan chez les singes (Tarzan of the Apes) de Scott Sidney : Jane Porter
- 1918 : Le Roman de Tarzan (The Romance of Tarzan) de Wilfred Lucas : Jane Porter
- 1918 : Mother, I Need You de Frank Beal
- 1918 : Cheating the Public de Richard Stanton : Mary Garvin
- 1918 : Six Shooter Andy de Sidney Franklin : Susan Allenby

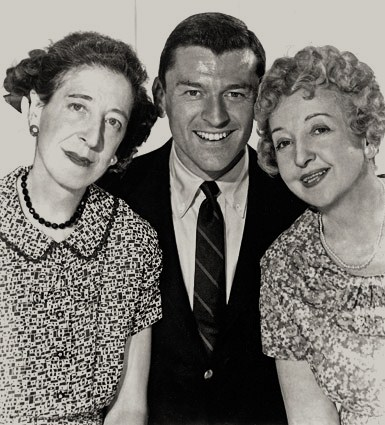
Avec Doro Merande (à g.) et Frank Aletter, dans la sitcom Bringing Up Buddy (1960-1961, photo promotionnelle)

- 1919 : She's Everywhere de George Terwilliger
- 1920 : Sink or Swim de Richard Stanton : Princesse Alexia
- 1945 : Snafu de Jack Moss : Tante Emily
- 1948 : La Cité sans voiles (The Naked City) de Jules Dassin : Mme Hylton
- 1949 : Take One False Step de Chester Erskine : Clara
- 1968 : L'Étrangleur de Boston (The Boston Strangler) de Richard Fleischer : Edna

### Télévision
- 1948 : Stage Door (Téléfilm) : Judith Canfield
- 1951 : The Dagmar Story (Série TV) : Ma Lewis
- 1956 : Alfred Hitchcock présente (Alfred Hitchcock Presents) (Série TV) : Cecelia
- 1959 : Playhouse 90 (Série TV) : Mme Samples
- 1960-1961 : Bringing Up Buddy (Série TV) : Violet Flower
- 1962 : Les Accusés (The Defenders) (Série TV) : Elspeth Clarendon
- 1962 et 1966 : The Adventures of Ozzie and Harriet (Série TV) : Mme Bradford / La femme de ménage
- 1963 : Game Three (Série TV) : Emma Hale
- 1966 : Ne mangez pas les marguerites (Please Don't Eat the Daisies) (Série TV) : Mme McGuire
- 1966 : ABC Stage (Série TV) : Emily

## Théâtre à Broadway (intégrale)
- 1919 : Up in Mabel's Room de Wilson Collison et Otto Hauerbach
- 1922 : The Exciters de Martin Brown, mise en scène d'Edgar Selwyn, avec Tallulah Bankhead, Alan Dinehart, Aline MacMahon, Chester Morris
- 1923 : Barnum Was Right de Philip Bartholomae et John Meehan
- 1924-1925 : Bluffing Bluffers de Thompson Buchanan et John Meehan
- 1925 : Something to Brag About d'Edgar Selwyn et William LeBaron, production et mise en scène d'Edgar Selwyn, avec Marjorie Wood
- 1926 : Find Daddy de Tadema Bussiere, avec Paul Kelly
- 1926 : The Blonde Sinner de Leon De Costa, avec Marjorie Gateson
- 1930 : Sisters of the Chorus de Martin Mooney et Thompson Burtis, avec Albert Dekker
- 1934 : After Such Pleasures d'Edward F. Gardner, d'après le recueil éponyme d'histoires courtes de Dorothy Parker, avec Shirley Booth
- 1936-1938 : Femmes (The Women) de Clare Boothe Luce, avec Ilka Chase, Margalo Gillmore (remplacement, à des dates non-mentionnées) (pièce adaptée au cinéma en 1939)
- 1938 : The Two Bouquets, opérette, musique d'auteurs non-spécifiés, lyrics et livret d'Herbert et Eleanor Farjeon, production et mise en scène de Marc Connelly, costumes de Raoul Pène Du Bois, avec Leo G. Carroll, Alfred Drake, Patricia Morison
- 1938 : Run Sheep, Run de Raymond Knight, avec William Bendix
- 1939-1940 : Morning's at Seven de Paul Osborn, mise en scène de Joshua Logan, avec Jean Adair, John Alexander, Thomas Chalmers, Russell Collins, Dorothy Gish
- 1940 : Beverly Hills de Lynn Starling et Howard J. Green, production et mise en scène d'Otto Preminger, avec Ilka Chase, Violet Heming
- 1941 : Ah, solitude ! (Ah, Wilderness !) d'Eugene O'Neill, mise en scène d'Eva Le Gallienne, avec Harry Carey, Zachary Scott, Ann Shoemaker
- 1941 : Pie in the Sky de Bernardine Angus
- 1942 : Mr. Sycamore de Ketti Frings (en), avec Russell Collins, Stuart Erwin, Lillian Gish
- 1942-1943 : Sweet Charity d'Irving Brechner et Manuel Seff, mise en scène de George Abbott
- 1944 : Last Stop d'Irving Kaye Davis
- 1944-1945 : Snafu de Louis Solomon et Harold Buchman, mise en scène de George Abbott (rôle repris dans l'adaptation au cinéma de 1945 : voir filmographie ci-dessus)
- 1946-1948 : Happy Birthday d'Anita Loos, musique de scène de Robert Russell Bennett, production (et songs additionnels) de Richard Rodgers et Oscar Hammerstein II, mise en scène de Joshua Logan, avec Helen Hayes
- 1948-1949 : The Silver Whistle de Robert E. McEnroe (en), avec José Ferrer (remplacement, à des dates non-mentionnées)
- 1951 : Buy My Blue Ribbons de Sumner Locke-Elliott
- 1952-1953 : Mrs. McThing de Mary Chase, avec Helen Hayes, Ernest Borgnine, Brandon de Wilde, Jules Munshin
- 1954-1955 : Mrs. Patterson de Charles Sebree et Greer Johnson, décors et costumes de Raoul Pène Du Bois
- 1955 : The Southwest Corner de John Cecil Holm, mise en scène de George Schaefer, avec Eva Le Gallienne
- 1959 : Only in America de Jerome Lawrence et Robert E. Lee, production et mise en scène d'Herman Shumlin, avec Alan Alda, Ludwig Donath, Nehemiah Persoff
- 1963-1964 : La Ballade du café triste (The Ballad of the Sad Cafe), adaptation par Edward Albee de la nouvelle éponyme de Carson McCullers, avec Colleen Dewhurst
- 1967 : What Did We Do Wrong ? d'Henry Denker